# اره‌مگس‌های میان‌جثه
اره‌مگس‌های میان‌جثه (نام علمی: Pergidae) نام یک تیره از بالاخانواده برگ‌خوارزنبورواران است.